# Estadio Alberto Gallardo
Le stade Alberto Gallardo (anciennement stade Fray Martín de Porres jusqu'en 1962 ou stade San Martín de Porres jusqu'en 2012) est un stade de football situé dans le quartier de San Martín de Porres à Lima au Pérou. Inauguré en 1961, il avait une capacité initiale de 20 000 spectateurs. Le stade porte le nom d'Alberto Gallardo, joueur de football péruvien du Sporting Cristal de 1960 à 1963 et de 1968 à 1978.
Propriété de l'Instituto Peruano del Deporte, le stade est le lieu de résidence des matchs à domicile du Sporting Cristal et Universidad San Martín de Porres. Maintenant sa capacité est de 18 000 places assises.

## Histoire
Il est inauguré le 9 juin 1961 à l'occasion d'un match de deuxième division opposant le Defensor Arica contre le KDT Nacional.